# Ciepłe A
Ciepłe A (do 31 grudnia 2014 Ciepłe Pierwsze) – wieś w Polsce położona w województwie mazowieckim, w powiecie grodziskim, w gminie Żabia Wola.
Wieś  wraz z wsiami Ciepłe i Grzmiąca wchodzi w skład sołectwa Ciepłe.
W latach 1975–1998 miejscowość administracyjnie należała do województwa skierniewickiego.